# Juan Arroyo (compositor)
Juan Arroyo (Lima, 4 de septiembre de 1981) es un compositor franco-peruano de música contemporánea. Juan Arroyo es uno de los principales compositores de su generación. En el 2015 recibe un premio de la Academia de Bellas Artes francesa. En el 2014 es invitado como compositor en residencia por el  Institut de Recherche et Coordination Acoustique/Musique ( IRCAM) con el fin de desarrollar su trabajo de escritura sobre su cuarteto de cuerdas híbrido SMAQRA, en conjunto con el cuarteto Tana. En el 2013, obtiene un encargo del Ministerio de Cultura de Francia para la composición de una obra titulada SAMA, creada por el ensamble Próxima Centauri en el Festival Novart de Burdeos. La Fundación Salabert le otorga el primer premio de composición en el 2013 por su obra SELVA, pieza coreográfica para tres bailarines, orquesta de cámara y electrónica, creada por l’Orchestre des Lauréats du Conservatoire national supérieur de musique et de danse de Paris, bajo la dirección de Tito Ceccherini, el 4 de octubre de 2013. Sus obras han sido interpretadas por conjuntos especializados como 2e2m, Línea, Próxima Centauri, L'Itinéraire, Vortex, Cuarteto Tana, Red Note, Prime Recorder Ensemble, L’Arsenale, Artsound quartet y Laps entre otros, y festivales de renombre como el Festival Manca, Archipels, Novart, Mixtur, Rhizome, Plug, La Chaise-Dieu, Cervantino, Ars Musica y Transit Festival.

## Biografía
Nacido en 1981 en Lima-Perú, Juan Arroyo comenzó sus estudios musicales en la Sección Preparatoria del Conservatorio Nacional de Música del Perú, donde estudió Composición Musical con el profesor Benjamín Bonilla. Luego de terminar exitosamente sus estudios en dicha Sección logró el acceso directo a la Sección Superior del mismo Conservatorio, donde estudió Composición y Análisis Musical con José Sosaya. 
En el año 2004 Juan Arroyo decide continuar sus estudios musicales en el Conservatorio Nacional de Región de Burdeos-Francia, ingresando en la clase de Composición Instrumental del compositor y musicólogo Jean Yves Bosseur, Composición Electroacústica con los profesores Christian Eloy y Christophe Havel, Escritura con el profesor Patrice Defaccio, Piano con la profesora Sophie Teboul y Música de Cámara Contemporánea con la profesora Marie Bernadette Charrier, también toma clases particulares de composición con el compositor e improvisador Etienne Rolin. En el año 2007, Juan Arroyo es seleccionado para representar la clase de composición del Conservatorio Nacional de Región de Burdeos en el Sexto Encuentro Internacional de Música Contemporánea, llevado a cabo en Cergy-Pontoise, París-Francia, donde obtiene el premio del Festival de Auvers sur Oise con la obra “Agir, Je Viens”. En ese mismo año obtiene también el Diploma de Estudios Musicales en Composición del Conservatorio Nacional de Región de Burdeos y el Premio de la Sociedad de Autores, Compositores y Editores de Música en Francia (SACEM) por su Concierto para acordeón y orquesta, titulado VERSUS. En octubre de 2007 representa a la clase de Composición Electroacústica de Burdeos en las Jornadas Electroacústicas organizadas por la AECME llevadas a cabo en el Conservatorio Nacional Superior de Música de Lyon con su pieza acusmática MICRO-TAPE-IN  y en noviembre del mismo año es seleccionado por la Sociedad Internacional por la Música Contemporánea (SIMC) para participar en el Sexto Foro de Jóvenes Compositores, llevado a cabo en París con su obra IN-PULSO interpretada por el Ensamble Próxima Centauri. 
A fines del año 2007 viaja a París para continuar sus estudios de Composición con Allain Gaussin y en enero del año 2008 ingresa al Conservatorio de París donde estudia composición con Stefano Gervasoni y análisis con Michael Levinas, también en este año obtuvo el Diploma de estudios Musicales en Escritura del Conservatorio Nacional de Región de Burdeos. 
Durante sus estudios, Juan Arroyo ha sido beneficiado por los consejos de Mauricio Kagel, Henri Pousseur, Alain Gaussin, Heinz Holliger et Brian Ferneyhough entre otros. Todos aquellos encuentros han marcado su trayectoria. En la búsqueda de nuevas posibilidades instrumentales, los encuentros con Marie-Bernadette Charrier y Antonio Politano han sido decisivos. En cuanto a la escritura de la música electrónica, es con Luis Naón con quien se perfecciona. Finalmente, es el encuentro con el compositor italiano Stefano Gervasoni, que ha sido decisivo en el desarrollo artístico del joven compositor. 
Juan Arroyo ha ganado varias recompensas como el Premio de la Academia de Bellas Artes de Francia, el Premio del Festival d’Auvers-sur-Oise, el Premio de la Sociedad de Autores, Compositores y Editores de Música (SCAEM), el Premio de Sexto Encuentro Internacional de Composición Musical de Cergy-Pontoise entre otros. Sus obras han sido interpretadas por conjuntos especializados como Línea, Próxima Centauri, L'Itinéraire, Vortex, Cuarteto Tana, Red Note, Prime Recorder Ensemble, L’Arsenale, Artsound Quartet y Laps ensemble entre otros, y festivales de renombre como el Festival Manca, Archipels, Novart, Mixtur, Rhizome, Plug, La Chaise-Dieu, Cervantino, Ars Musica y Transit Festival. En el 2013, obtiene un encargo del Ministerio de Cultura de Francia para la composición de una obra titulada SAMA, creada por el ensamble Próxima Centauri en el Festival Novart de Burdeos. La Fundación Salabert le otorga el primer premio de composición en el 2013 por su obra SELVA, pieza coreográfica para tres bailarines, orquesta de cámara y electrónica, creada por l’Orchestre des Lauréats du Conservatoire National Supérieur de Musique et de Danse de Paris, bajo la dirección de Tito Ceccherini, el 4 de octubre de 2013. En el 2014 luego de recibir un co-encargo del Centro Henri Pousseur y del Cuarteto Tana con el apoyo de la SACEM, es invitado como compositor en residencia por el IRCAM con el fin de desarrollar su trabajo de escritura sobre su cuarteto de cuerdas híbrido SMAQRA, en conjunto con el cuarteto Tana.
Sus preocupaciones estéticas lo han llevado a explorar los sonidos complejos provenientes de su lengua materna, y a interesarse por las escalas de los instrumentos precolombinos. En efecto, una parte importante de su trabajo de elaboración está destinada a mezclar dos culturas musicales: la cultura occidental y la cultura latinoamericana. La riqueza de este tejido cultural crea le especificidad de su escritura. Las nuevas tecnologías aplicadas a la composición y la música electrónica en general ocupan una parte importante de su obra.

## Premios y distinciones
- Premio Ibermusicas por la composición y estreno de una obra (2022)
- Nombrado miembro de la Academia de Francia en Roma – Villa Médicis. (2017)
- Nombrado miembro de la Academia de Francia en Madrid – Casa de Velásquez. (2016)
- Segundo premio del concurso «Musique nouvelle pour flûte à bec 2016» en Lausana, Suiza, por Arka. (2016)
- Premio de estímulo a los jóvenes artistas otorgado por la Academia de Bellas Artes de Francia, (2015).
- Primer premio de la Fundación Francis y Mica Salabert por la obra SELVA, (2013).
- Becario de la Fundación Meyer, (2013).
- Premio del Festival d'Auvers-sur-Oise, Paris, France, por la obra AGIR JE VIENS, (2007).
- Primer premio de la Sociedad de Autores, Compositores y Editores de Música en Francia (SACEM) por VERSUS, concierto para acordeón y orquesta, (2007).
- Primer premio del Sexto Encuentro Internacional de Música Contemporánea en Cergy-Pontoise, París, Francia, por la obra AGIR JE VIENS, (2007).
- Seleccionado por la Sociedad Internacional por la Música Contemporánea (SIMC) para participar al Sexto Foro de jóvenes compositores en París, (2007).

## Obras

### Ciclo S
- SONRIO/SOLLOZO (2015) 
  - poema concertante para TanaCello (violonchelo híbrido) ensamble y dos beatboxers, encargo del ensamble LAPS bajo la dirección de Claude Ledoux.
- SMAQRA
  - I. Masques-Tambours  (2015)
    - Para cuarteto de cuerdas híbrido, co-encargo del Centre Henri Pousseur y del Quatuor Tana con el apoyo de la SACEM.
- SAYNATASQA  (2015)
  - Para TanaCello (violonchelo híbrido), creado por Jeanne Maisonhaute durante la temporada artística 2014-2015 de l'Ensemble Regards en París.
- SISMO  (2014)
  - Para quinteto amplificado, encargo del DAI de música contemporánea del CNSMDP bajo la dirección de Léo Margue.
- SELVA  (2013)
  - Obra coreográfica para tres bailarines, orquesta de cámara y electrónica, creada por l'Orchestre des Laureats du Conservatoire National Superieur de Paris, bajo la dirección de Tito Ceccherini.
- SAMA (2013)
  - Para flauta, saxofón, piano, percusión y electrónica, encargo del Ministerio de Cultura de Francia, creada por l'Ensemble Próxima Centauri.
- SUYUS  (2012)
  - Para orquesta de cámara y electrónica, creada por l'Orchestre du Conservatoire National Superieur de Paris, bajo la dirección de Zsolt Nagy.
- SUMAC  (2012)
  - Para soprano, ensamble y electrónica, encargo del ensemble Red Note bajo la dirección de Gordon Brag, con el apoyo del fondo Diaphonics.
- SIKURI
  - Sikuri I  (2012)
    - Para saxofón tenor sin boquilla y electrónica, creada por Hiroe Yasui en l'Espace de Projection de l'IRCAM.

  - Sikuri II  (2022)
    - Para saxofón alto sin boquilla, percusión y electrónica, creada por el ensamble Proxima Centauri Hiroe (Marie-Bernadette Charrier y Benoit Poly) en el Festival MAD de Bordeaux.

  - Sikuri IV (2013)
    - Para cuarteto de saxofones sin boquilla y con electrónica, encargo del cuarteto de saxofones Artsound quartet, creada en el Festival Mixtur de Barcelona en el 2013.

  - Sikuri X  (2015)
    - Para ensamble de saxofones sin boquilla y con electrónica, encargo de l'Ensemble de Saxophones de Bordeaux, creada en el Festival SaxOpen de Strasbourg en el 2015.
- SIKUS arka/ira (2010)
  - Para 12 flautas (6 Recorders y 6 Paetzold) y electrónica, encargo del Prime Recorder Ensemble bajo la dirección de Antonio Politano.

### Obras Instrumentales

#### Instrumento Solo
- Momento para violín solo (2006, comisión de Stéphane ROUGIER, primer violín de la Orchestra Nationale de Bordeaux Aquitaine).

#### Música de Cámara
- Rencontres para cuarteto de saxofones (2004, estr. en la "Nuit de la Création" en Burdeos el 25 de abril de 2005).
- Noir para cuarteto de saxofones y cuarteto de clarinetes (2005, Comisión de Marie-Bé CHARRIER, estr. en la "Nuit de la Création" en Burdeos el 25 de abril de 2006).
- Face to Face para saxofón barítono y violoncello (2006, comisión del Conservatorio de Música de Orense-España para la celebración de su 50 aniversario).
- Agir Je viens para barítono, clarinete bajo, violoncello, corno y percusión (2007, primer premio del Festival d'Auvers sur Oise).

#### Instrumento Solo y Orquesta
- VERSUS, concierto para acordión y orquesta (2007, estr. en Festival Transformes 2007 por la orquesta del Conservatorio de Burdeos , bajo la dirección de Jean Luc Porteli).

#### Obras Mixtas
- Jeux d'hiver para saxofón alto y dispositivo electroacústico (2006, Comisión de Marie-Bé Charrier para los exámenes del CEFEDEM).

#### Obras Acusmáticas
- Bells for Bolaños (2006).
- Micro-Tape-In (2007, estr. el 9 de octubre de 2008 en las Jornadas de la Electroacústica en Lyon-Francia).
- Parfum d'une nuit à Lima (2008).